# Дивногорский Монастырь (посёлок)
Дивногорский Монастырь — посёлок в Лискинском районе Воронежской области, где расположен Дивногорский Свято-Успенский мужской монастырь.
Входит в состав Селявинского сельского поселения.

## История
С 1997 года Дивногорский мужской монастырь возвращён Воронежской епархии.
В декабре 2019 года посёлок, носивший после закрытия монастыря название «посёлок тубсанатория Дивногорье», получил название «посёлок Дивногорский Монастырь».

## Население
| 2010 |
| ---- |
| 21   |